# Carboner (feina)

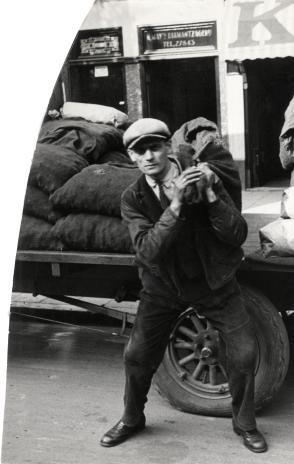
Carboner a Holanda el 1932

Un carboner és la persona que fabrica, ven i/o distribueix carbó. Abans de la difusió de l'energia elèctrica, el carbó era una de les matèries més populars per a la generació de calor. El carbó tenia nombrosos usos: s'utilitzava a l'interior de les planxes tant en cases particulars com en establiments de sastreria, en les fargues per treballar el metall, servia per a les estufes i forns dels domicilis i fins i tot com a combustible en els cotxes de gasogen. El terme carboner pot referir-se a la persona que fabrica carbó en una carbonera a partir de llenya. La carbonera es forma de manera artesanal posant els mateixos troncs de llenya en forma de con i coberts d'una capa de terra d'uns 20 cm de gruix. A la part superior del forn es practica una llar de foc i es fan respiradors a la base per avivar el foc. S'introdueixen brases per la xemeneia i s'alimenta amb blocs de fusta regularment. Al cap d'uns 20 o 30 dies els troncs de fusta s'han reduït a carbó. Carboner també pot referir-se al mosso que distribuïa el carbó entre els consumidors. A Espanya, els carboners estaven subjectes durant les hores de plaça al proveïdor i a exercir els càrrecs que aquest en ella els hagi encomanat, sent a més les seves obligacions les següents:

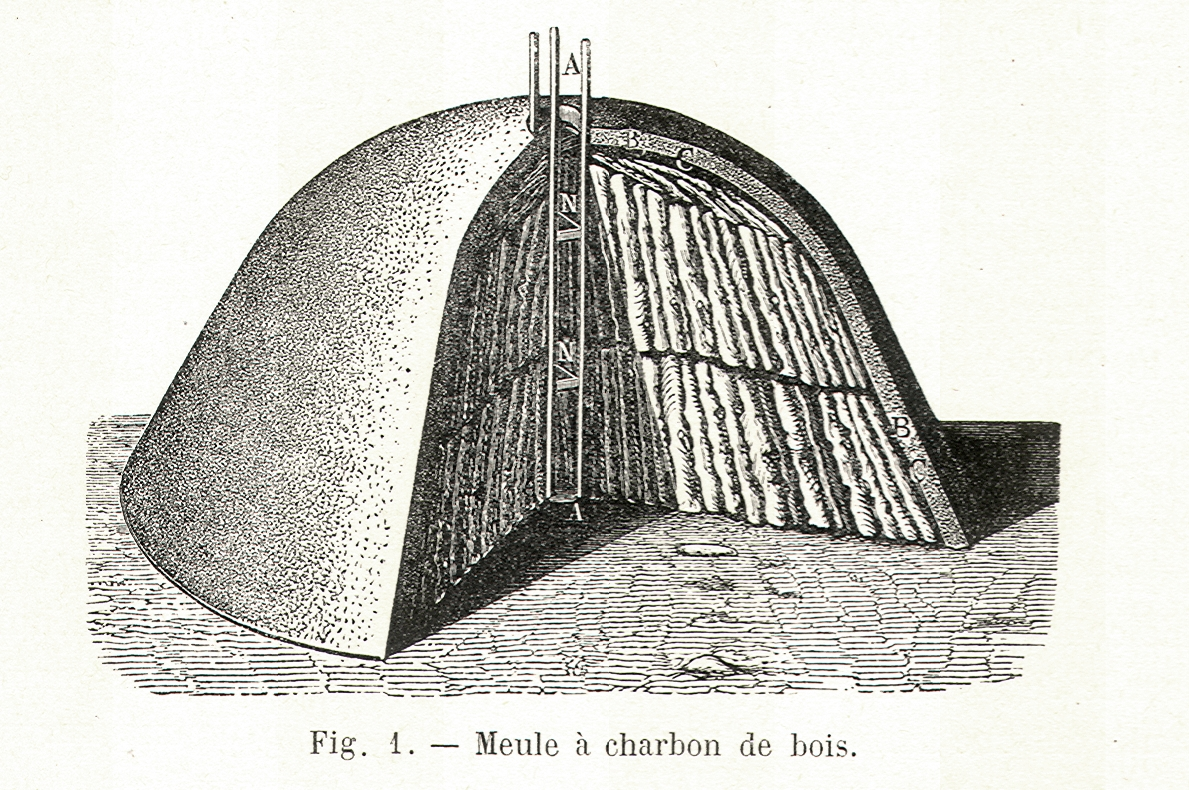
Diagrama d'una carbonera.

- El registre i reconeixement del carbó.
- Ajudar el pes, al càrrec i descàrrec dels carros i cavalleries.
- Tenir cura que els sacs es col·loquin en els llocs que es designi.
- Exercir la més puntual vigilància per evitar canvis, confusió i desordres.
- Tenir al seu càrrec la neteja de la plaça en què es desenvolupaven aquestes operacions.

Alguns carboners es dedicaven a més a conduir el carbó als magatzems i a cases particulars que els venedors o compradors els ordenaven. Els carboners eren els responsables de qualsevol alteració que pogués succeir al conduir des de la plaça al punt de destí.